# Metagedraaide verkleinde romboëdrisch icosidodecaëder
Een metagedraaide verkleinde romboëdrisch icosidodecaëder is in de meetkunde het johnsonlichaam J78. Deze ruimtelijke figuur kan worden geconstrueerd door van een rombische icosidodecaëder een vijfhoekige koepel J5 weg te nemen en een koepel, die daarnaast ligt, 36° te draaien.
Er zijn nog twee johnsonlichamen die worden geconstrueerd door van een rombische icosidodecaëder een vijfhoekige koepel af te halen en daarna er van de koepels, die nog een deel van het lichaam, zijn te draaien:
- de paragedraaide verkleinde romboëdrisch icosidodecaëder J77, waarvan een koepel af wordt gehaald en een koepel wordt gedraaid, die daar tegenover lag en
- de dubbelgedraaide verkleinde romboëdrisch icosidodecaëder J79, waarvan een koepel af wordt gehaald en twee koepels worden gedraaid, die daarnaast lagen.

- (en)  MathWorld. Metagyrate Diminished Rhombicosidodecahedron.